# Suehiro Tetchō

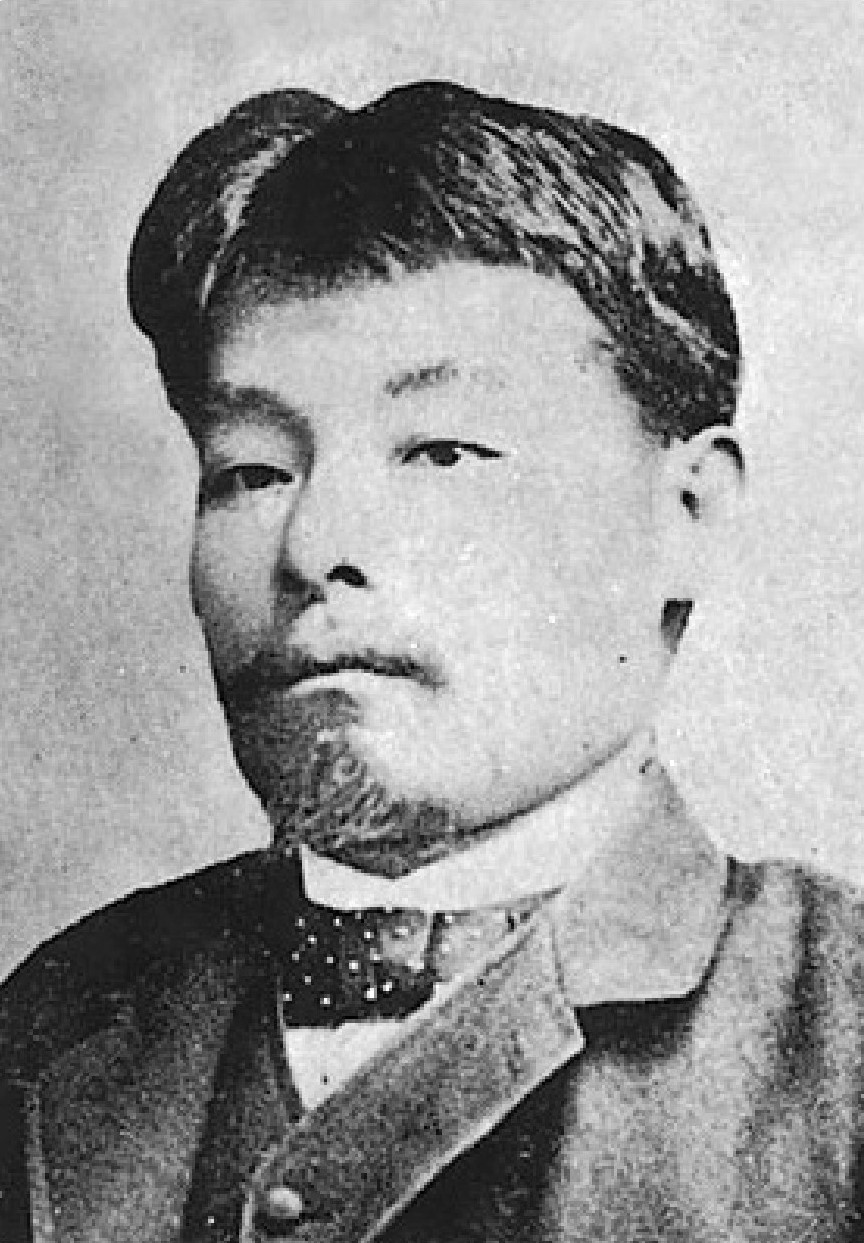
Suehiro Tetchō

Suehiro Tetchō (japanisch 末廣 鐵腸, wirklicher Name Suehiro Shigeyasu (末廣 重恭); geb. 15. März 1849 in Uwajima (Provinz Iyo); gest. 5. Februar 1896 in Tōkyō) war ein japanischer Politiker, Journalist und Schriftsteller.

## Leben und Werk
Suehiro Tetchō besuchte die Han-Schule Meironkan (明倫館) und ging dann nach der Meiji-Restauration 1874 nach Tōkyō. Dort arbeitete er zunächst im Finanzministerium, schloss sich 1875 der Zeitung „Chōya Shimbun“ (曙新聞) an, deren Herausgeber er wurde. Ab dieser Zeit nannte er sich „Tetchō“, was wörtliche „Eiserne Eingeweide“, im übertragenen Sinne „Eiserne Kraft“ bedeutet. Schon im Juni wurde er wegen Verstoßes gegen das Publikationsgesetz zu zwei Monaten Gefängnis und zu einer Strafe von 20 Yen verurteilt. Es heißt, er war der erste, der in dieser Weise bestraft worden ist. Im folgenden Jahr wurde er wegen eines ähnlichen Vergehens zu acht Monaten Gefängnis und 150 Yen verurteilt.
1881 beteiligte sich Suehiro an der Gründung der „Liberalen Partei“ (自由党, Jiyūtō), der ersten politischen Partei Japans. 1888 besuchte er die USA und Europa. Im März 1889 begann er für das von Murayama Ryōhei (1850–1933) herausgegebene Magazin „Tōkyō kōron“ (東京公論) zu schreiben. Nach 1890 wurde er als Mitglied der Rikken Kaishintō ins Unterhaus des gerade gegründeten Reichstags gewählt.
Suehiro schrieb politische Romane (政治小説, Seiji shōsetsu) wie „Njijūsannen miraiki“ (二十三年未来記) – „Bericht zur Zukunft in 23 Jahren“ und „Setchūbai“ (雪中梅) – „Ein Kirschbaum im Winter“, beide 1886 publiziert. 1887 folgte „Kakan’ō“ (花閒鶯) – „Nachtigallen zwischen Blumen“. Alle drei Bücher wurden große Erfolgen.